# Agung

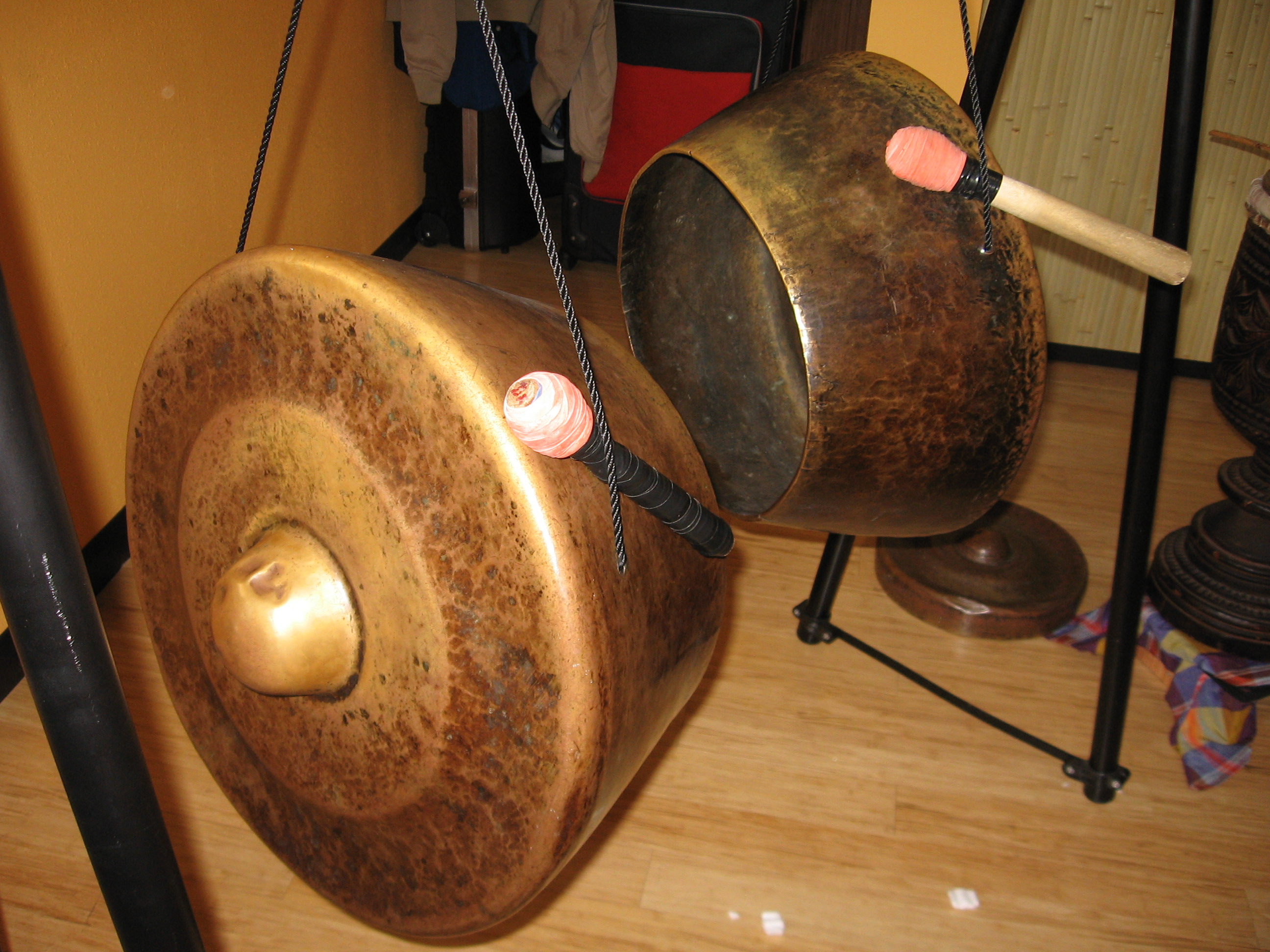
Agung

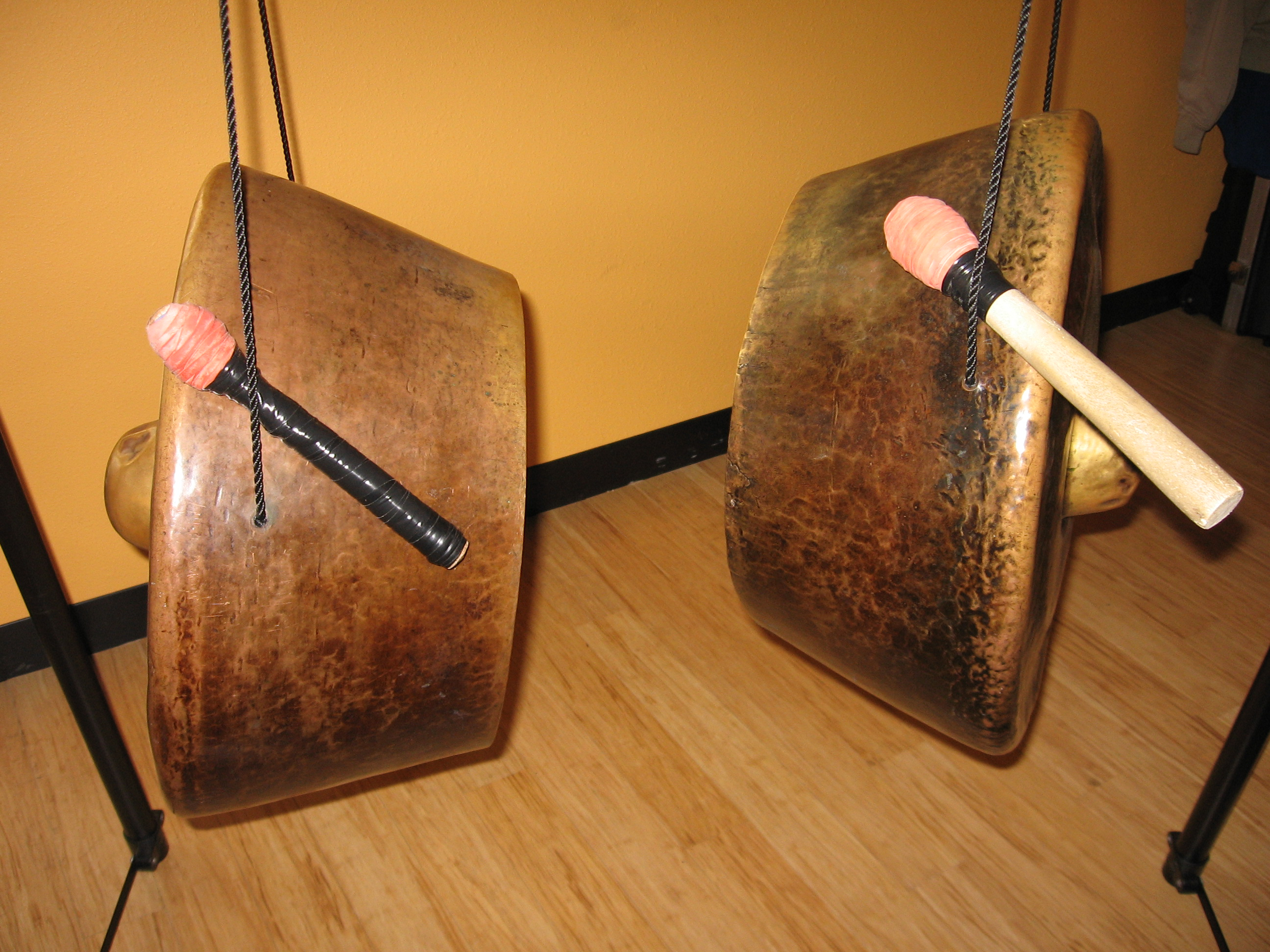
Selbes Gongpaar: Der linke Gong (rechts vom Spieler) ist ein pangandungan, der den Grundrhythmen unterstützt und der rechte Gong (zur linke des Spielers) ist ein panentekan, der das Spiel des pangandungan ausschmückt.

Agung, auch agong, bezeichnet in vielen Sprachen der Malaiischen Inseln als Aufschlagidiophon gespielte hängende Buckelgongs. Auf der südphilippinischen Insel Mindanao werden sie besonders in der Provinz Maguindanao und von den mehrheitlich muslimischen Maranao und den Tausug als ein unterstützendes Musikinstrument in einem Kulintang-Ensemble verwendet. Bei anderen Volksgruppen im malaysischen Sabah, Sarawak und im übrigen Kalimantan ist der agung das Hauptinstrument eines Agung-Orchesters. Im Gamelan von Java und Bali heißen große Hängegongs gong ageng.

## Bauform
Der agung ist ein großer, schwerer, breitrandiger Kesselgong, der in einem Kulintang-Orchester für den Basston verantwortlich ist. Jeder der Gongs hat in der Regel ein Gewicht zwischen 4,1 kg und 5,6 kg, wobei es durchaus möglich ist, Agung-Gongs mit einem Gewicht unter 5 Pfund (1,87 kg) oder mit bis zu 20 oder gar 30 Pfund (7,46 kg bzw. 11,2 kg) anzutreffen. Dies ist abhängig von dem Metall, aus dem er gefertigt wurde, Bronze, Messing oder Eisen. Während sein Durchmesser geringer ist, als der des gandingan und zwischen annähernd 22 Inch (560 mm) bis 24 Inch (610 mm) liegt, ist er im Vergleich zu diesem wesentlich tiefer eingefasst, besitzt also einen deutlich breiteren Takilidan (Rand), der, einschließlich des großen, aufragenden Knopfes oder Buckels, zwischen 12 und 13 Inches (304 - 330 mm) betragen kann.

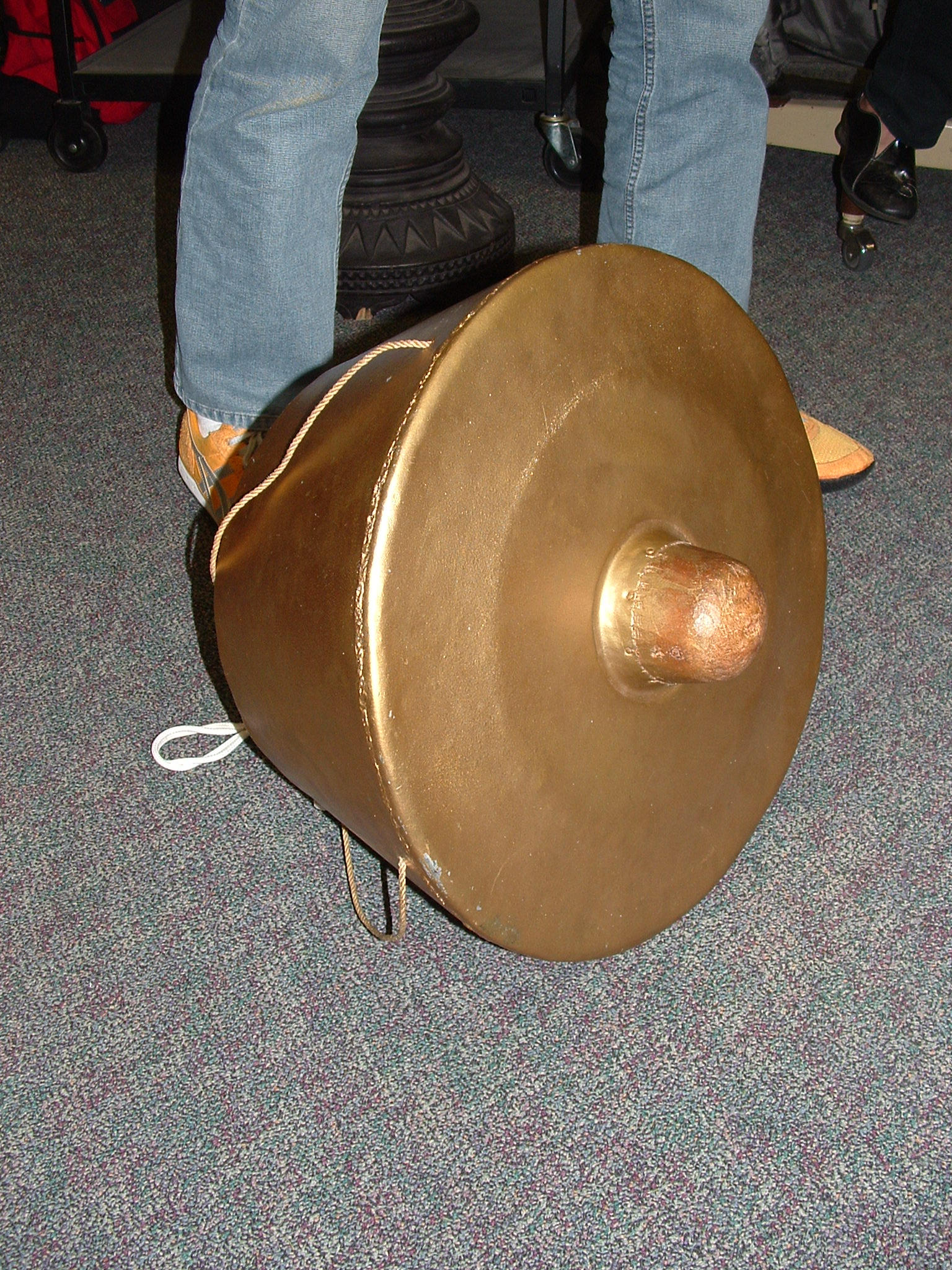
Ein agung aus Messing

Die Gongs werden vertikal etwa in Höhe oder etwas unterhalb der Hüfte an Seilen aufgehängt. Dabei befestigt man sie an einer erhöhten Struktur wie einem starken Baumast, einem Deckenbalken oder einem Holz- bzw. Metallrahmen, der dem Gong als Gestell dient.
Der größere, tiefer klingende Gong der beiden wird von den Maguindanao als pangandungan und von den Marano als p’nanggisa-an oder punangisa-an bezeichnet. Er befindet sich rechts vom Spieler und liefert entweder den Grundrhythmus oder er dient dem rhythmischen Aufbau an den gewichtigen Stellen eines Stückes. Der kleinere, höher klingende Gong, der zudem der dickere der beiden ist, hat bei den Maguindanao den Namen Panentekan, während er bei den Maranao als p’malsan bzw. pumalsan bezeichnet wird. Er befindet sich vom Spieler links und untermalt bzw. schmückt die Abschnitte des pangandungan-Spiels aus, dies vorwiegend durch Doppel- oder Dreifachschläge, die an allen abgeschwächten Stellen der Rhythmusstruktur eingesetzt werden.

## Technik

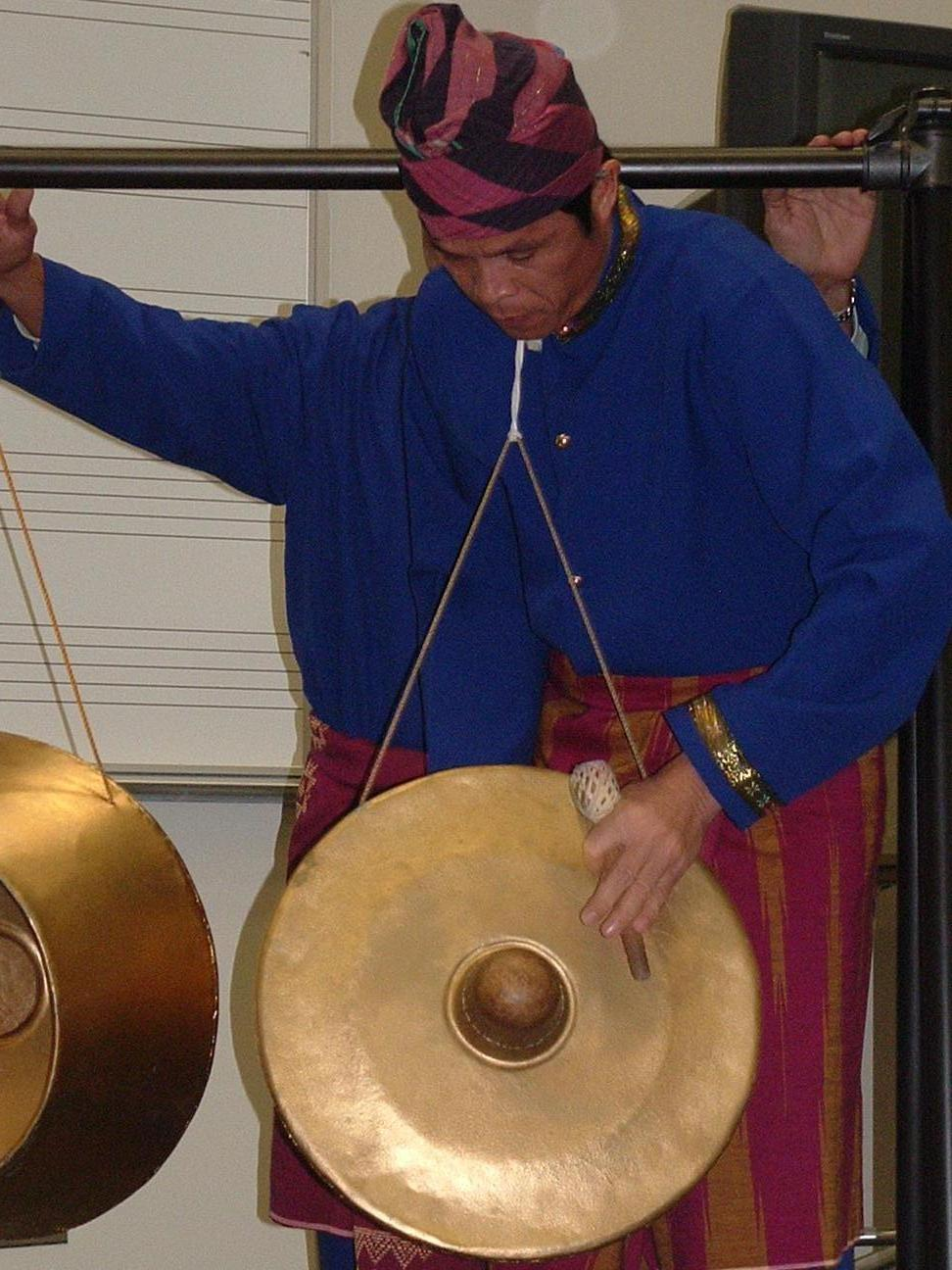
Ein Agung-Spieler demonstriert mit seinen Klöppeln die neue Technik des Katinengka.

Beim Agung-Spiel steht der Spieler üblicherweise neben dem Instrument, wobei er den oberen Randteil zwischen dem Daumen und den anderen Fingern der linken Hand hält. Mit seiner Rechten erzeugt er den Ton, indem er mit einem Klöppel auf den runden Höcker oder Buckel im Zentrum des Gongs schlägt. Die Klöppel, als balu bezeichnet, sind aus einem kurzen Stock gefertigt und haben eine Länge von einem halben Fuß (ca. 15 cm). Ein Ende ist mit einem weichen, aber widerstandsfähigen Material, zum Beispiel Gummi, umwickelt. Die Handhabung der balu beim Spielen des agung ist vergleichbar mit der Spielweise eines Tomtoms aus Messing. Dabei werden durch Verwendung von dämpfenden Techniken eine Reihe solider, schnell abklingender Tönen erzeugt. Der gewünschte Effekt wird dadurch hervorgerufen, dass man nach dem Schlagen eine Hand auf dem Buckel oder das Knie auf dem Flansch belässt bzw. die Klöppel selbst an dem Buckel anlegt. Wenn ein Spieler mit beiden Gongs agiert, hält der Assistent den tiefer klingenden Gong in einer Winkelposition und bedämpft das Instrument hierbei mit seinen beiden Händen.
Seit einigen Jahren hat sich eine neue Art der Handhabung entwickelt, bei dem überwiegend ein Teil des Buckels anstatt des Flansches festgehalten wird oder man streicht bei einer weiteren Variante  um den Höcker herum, wobei jedoch das hölzerne Ende des Klöppels eingesetzt wird. Ziel ist es jeweils, auf diese Arten eine Dämpfung des Tones zu erreichen. Diese Techniken, Katinengka genannt, werden von Downriver Musikern der Volksgruppe der Maguindanaos angewandt, um einen metallischen Klang während der Kulintang-Aufführung entstehen zu lassen.
Zum Spielen eines Agung können verschiedene Kombinationen von Spielern, Gongs und Schlaghölzern zum Einsatz kommen. So kann der agung entweder von zwei Spielern bespielt werden, bei dem jeder der beiden an einem eigenen Gong agiert oder ein Musiker verwendet beide Gongs. Bei nur einem Akteur kann dieser entweder auf beiden Gongs spielen, wobei er den höher klingenden Gong in Augenhöhe hält, während der tiefer klingende von einem Assistent zur Stabilität in einem Winkel gehalten wird, oder er beschränkt sich auf einen Gong alleine. Der letztgenannte Stil, der vor allem von den Downriver Maguindanaos in Simuay angewandt wird und bei denen diese Spielart als eine sehr alte betrachtet wird, benutzen hierfür lediglich den höher klingenden Gong. Dieser stellt, anders als der tiefer klingende Gong, ein Führungsinstrument dar und hat daher eine primäre Bedeutung inne. Ein Beispiel hierfür ist das Spiel eines Ein-Gong-Agungs bei einem Tagunggo-Stück.
Daneben kann auch die Anzahl der verwendeten Schlaghölzer variieren. Zu den meisten Anlässen kommt nur ein Schlagholz zur Anwendung, während die Spieler bei anderen Techniken zwei Klöppel verwenden, eines in jeder Hand. Diese Spielart ist allerdings nur Wettbewerben und Vorführungen vorbehalten. Bei einer weitaus interessanteren Technik nutzt man nur ein balu, wobei es hierbei erforderlich ist, dass die Spieler den agung in umgekehrter Ordnungsfolge spielen. Diese Technik nennt sich Patuy.

## Musikalische Anwendung

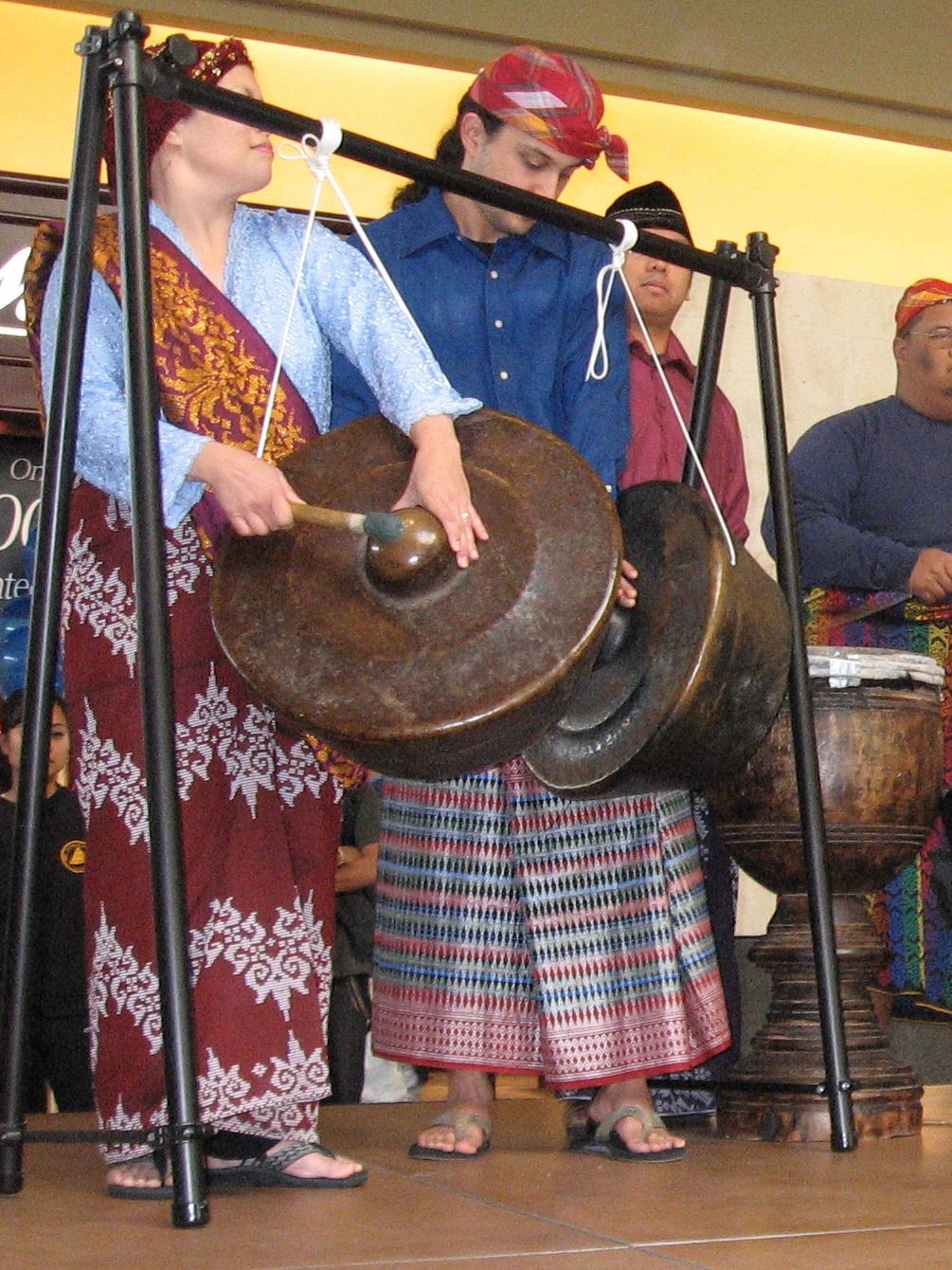
Der agung als Teil eines Kulintang-Ensembles

### Kulintang Ensemble
Der agung wird bei den Gemeinschaften der Maguindanao und der Maranao hauptsächlich als ein unterstützendes bzw. begleitendes Instrument eines konventionellen Kulintang-Esembles angesehen. Durch die Erzeugung von Grundmustern und ineinander greifenden Rhythmen wird der agung von dem Spieler genutzt, um die durch das Kulintang vorgegebene Melodie zu vervollständigen. Die von den Spielern üblicherweise verwendeten Muster sind dabei als weitaus freier anzusehen, als sie es bei den anderen Begleitinstrumenten des Kulintang, dem babendil (ein kleiner Gong) oder der dabakan (Bechertrommel) sind. Die Spieler können die Muster selbständig variieren, solange sie sie angeglichen und bestärkend präsentieren, wodurch sie den Rhythmus des Stückes entwickeln und stützen. Die Länge der Muster selbst können verändernd gehalten werden, abhängig davon, wie sie in die musikalische Improvisation hineinpassen. Für den Musiker sind dabei schnelle Stilrichtungen hilfreich, da sie es ihm erlauben, seine Spielküste zu verdeutlichen und anschaulich zu machen.
Unter beiden, den Maguindanao und den Maranao, wird der agung als eine männliche Verkörperung angesehen, weswegen der agung traditionell als ein maskulines Instrument betrachtet wird. Um als guter Spieler anerkannt zu werden, muss man einerseits Stärke verkörpern, sowie andererseits Stamina (fehlerfreies Spielen unter einem extrem hohen Tempo) beherrschen und ausdauerndes Auftreten besitzen. Die Spieler müssen weiterhin fähig sein, bei verschiedenen Spielmustern ihre Improvisationsfähigkeiten zu demonstrieren, damit das Publikum die gespielten Muster nicht als sich wiederholend und damit als banal betrachtet.
Aufgrund der hohen Fertigkeiten, die das Spielen des agung erfordert, ist es nicht ungewöhnlich, dass die Spieler während ihrer Darbietung eine freundschaftliche Rivalität an den Tag legen, wobei sie mit Tricks versuchen, den jeweils anderen in dessen Spiel an seine Grenzen zu bringen. Werden zum Beispiel die Ausführungen des p’nanggisa (der Gong für den Grundrhythmus) derart schwer fassbar, dass der p’malsan (der Gong für die Ausschmückung) es schwer hat, dessen Spiel zu ornamentieren oder umgekehrt, die Ausschmückungen des p’malsan sind so verschlungen, dass sie von der Darbietung des p’nanggisa kaum mehr zu erreichen sind, so kann ein Spieler in die Verlegenheit geraten, nicht fortfahren zu können, was ihn zum Ziel des Spottes werden lassen kann. Gewöhnlich tauschen die Spieler nach jedem Stück die Plätze, aber unter diesen Umständen, wenn ein Spieler den gerade gespielten Teil nicht mehr zu handhaben vermag, kann es durchaus vorkommen, dass die Spieler an ihrem Gong verbleiben oder bereits während der Darbietung den Platz wechseln. Es ist zudem möglich, dass die Akteure nach zwei Stücken den Platz mit dem Dabakan-Spieler tauschen. Obwohl die Spieler sich in einem Wettbewerb befinden, verstehen sie sich zusammen als eine einzige Einheit, bei der die Melodie eng begleitet wird und bei der verschiedenen Variationen dargeboten werden, ohne das hierbei das Grundmuster der Musik zerstört wird.

### Interaktion mit dem anderen Geschlecht

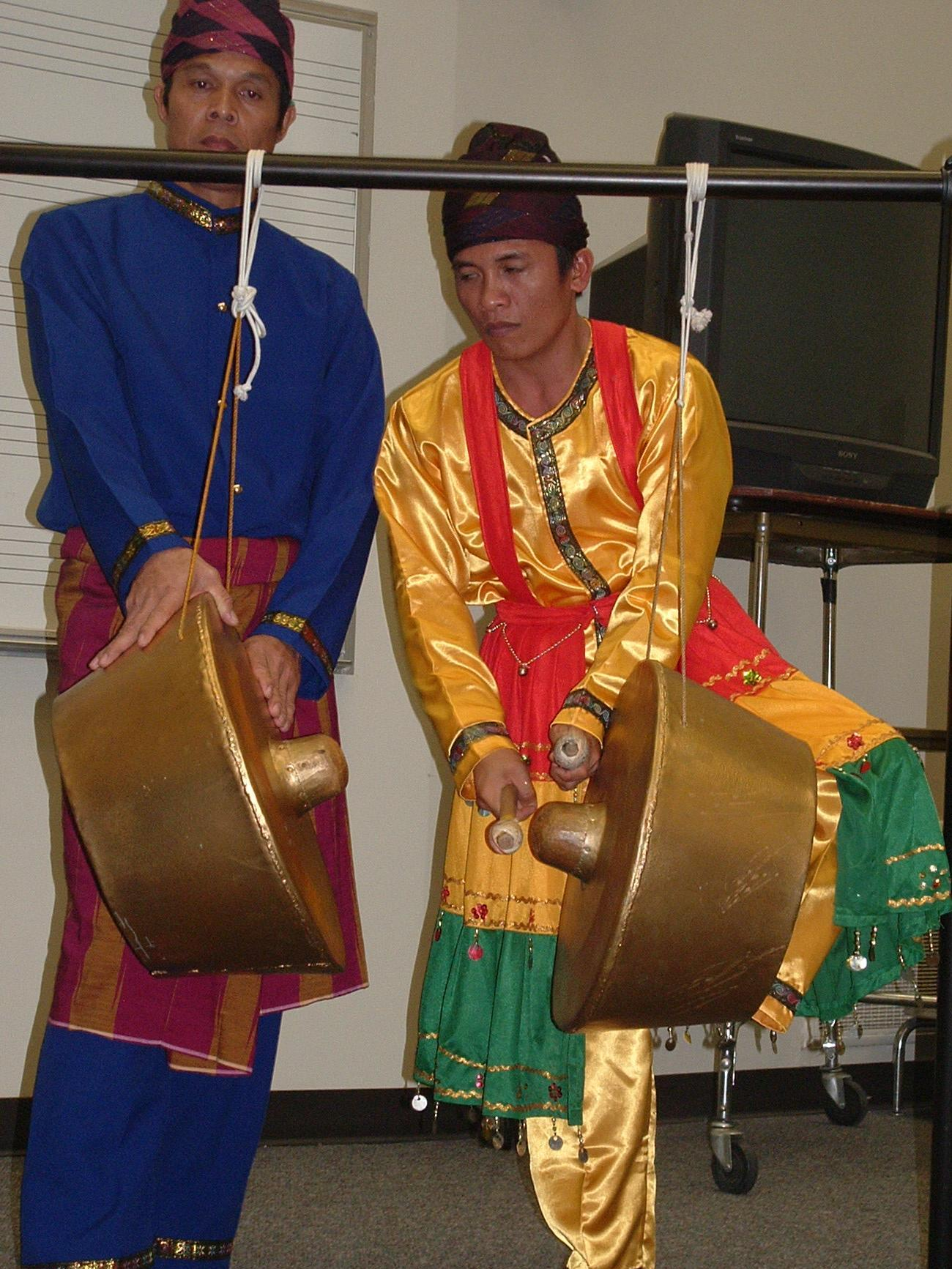
Ein Maguidanao-Musiker während eines Wettbewerbs mit zwei balu.

Für Männer, speziell für junge Heranwachsende, ist ein maßgebendes Motiv das Spiel des agung zu erlernen, die Möglichkeit, mit jungen, auch unverheirateten Frauen zusammenzukommen und zu interagieren. Sowohl in der Kultur der Maranao als auch in der der Maguindanao verbietet es die islamische Tradition, sich mit dem anderen Geschlecht zu treffen oder sich mit ihm zu unterhalten, es sei denn, man ist miteinander verheiratet oder blutsverwandt. Daher bietet lediglich die Aufführung der Kulintangmusik eine solche Möglichkeit, da es hierbei gestattet ist, dass das Kulintang auch in Gegenwart von Männern von einer Frau gespielt wird. So ist es Agung-Spielern unter den Maguindanao zum Beispiel bei den rhythmischen Spielarten Duyog und Sinulog a Kamamatuan erlaubt, eine junge unverheiratete Frau musikalisch zu begleiten. Bei einer anderen Rhythmusform, dem Tidto, wird dies ebenso bejaht, hierbei wird das Kulintang jedoch üblicherweise von einer älteren Frau gespielt.

### Wettbewerbe
Die letztgenannte Form ist eigentlich speziell für Solo-Agung-Wettbewerbe reserviert. Im Gegensatz zu anderen Gruppen der südlichen Philippinen, die Gruppenwettbewerben austragen, tun sich die Maguindanao dadurch hervor, dass sie Einzelwettkämpfe abhalten, in denen sie herauszufinden versuchen, wer in der Gemeinschaft der Beste Papagagung (Meisterspieler des Agung) ist. Für solche Wettbewerbe ist die Spielart Tidto deshalb hervorragend geeignet, da der agung immer öfter im Fokus der Aufmerksamkeit steht und es gerade bei dieser Spielart einen Blickpunkt innerhalb eines Orchesters darstellt. Die Spieler bieten während eines solchen Wettstreits üblicherweise zwei oder mehr Versionen an und spielen hierbei jede der drei zuvor ausgeführt Techniken.

### Signalisierender und übernatürlicher Charakter
Unabhängig von seinem Einsatz in einem Kulintang-Ensemble ist unter den Maguindanao und den Maranao für den agung eine weitere Verwendung verbreitet. Der agung dient bei diesen Volksgruppen als Warnsignal bei drohender Gefahr, es gibt die Tageszeit an oder wird bei weiteren wichtigen Anlässe eingesetzt. So wurde der agung in früherer Zeit vom Sultan wiederholt geschlagen, um die Ansetzung eines Treffens anzukündigen. Ebenso schlug man es während des Fastenmonats Ramadan einerseits um drei Uhr morgens, um das Zeichen zum Essen zu geben oder es signalisierte für diesen Tag bei Sonnenuntergang das Ende des Fastens.
Wahrscheinlich aufgrund des tiefen und lauten Tons, den der agung von sich gibt, glaubten die Menschen zudem, dass es übernatürliche Kräfte in sich bergen würde. So wird es zum Beispiel von einheimischen Maguindanao während eines Erdbebens in einem schnellen und lauten Rhythmus, genannt Baru-Baru, geschlagen, weil man annimmt, seine Vibrationen könnten die Erdstöße verringern oder gar aufhalten.

## Ursprung
Die Lehrmeinungen sind sich weitgehend einig, dass der Ursprung des agung in Indonesien zu suchen ist, da das Wort agung/agong sich von dem malaiischen Wort agong und dem indonesischen Wort ageng ableitet. Unterstützende Zeugnisse hierzu kommen von einem britischen Entdecker, Thomas Forrest, der schrieb, die Filipinos wären „vernarrt in musikalische Gongs, die von Cheribon auf Java her stammen und runde Buckel besäßen.“

## Gleichartige Agung-Instrumente

### In Kulintang-Ensembles
Auf dem Sulu-Archipel werden innerhalb von Kulintang-Orchestern keine zwei, sondern drei, aber schwach tönende Agungs verwendet, die hier als Begleitinstrumente dienen. Bei den Tausug, den Samal und den Yakan werden sie als eine brummende Untermalung in musikalischen Gruppen genutzt. Bei den Tausug und den Samal werden die größten Agungs, die mit einem weiten nach innen gedrehten Rand ausgestattet sind, als Tunggalan oder Tamak bezeichnet. Sie geben langsame, regelmäßige Takte ab und sind in ihrer Funktion mit dem Pangandungan der Maguindanaon und dem P’nanggisa-an der Maranao verwandt. Für die Synkope zu den Tunggalan oder Tamak ist ein schmäleres Paar Agungs zuständig, die Duahan. Diese werden unterschieden in ein weitrandiges Duahan, dem Pulakan, und ein schmäleres, das unter den Tausug als Huhugan oder Buahan und bei den Samal als Bua bekannt ist.

### In Agung-Ensembles
Eine Hauptrolle spielt der agung natürlich innerhalb von Agung-Orchestern, die aus größeren auf- bzw. abgehängten oder gehaltenen und mit Buckeln bzw. Höckern versehenen Gongs bestehen. Diese liefern brummende Töne, ohne dass sie von einem melodischen Instrument wie dem Kulintang begleitet werden.

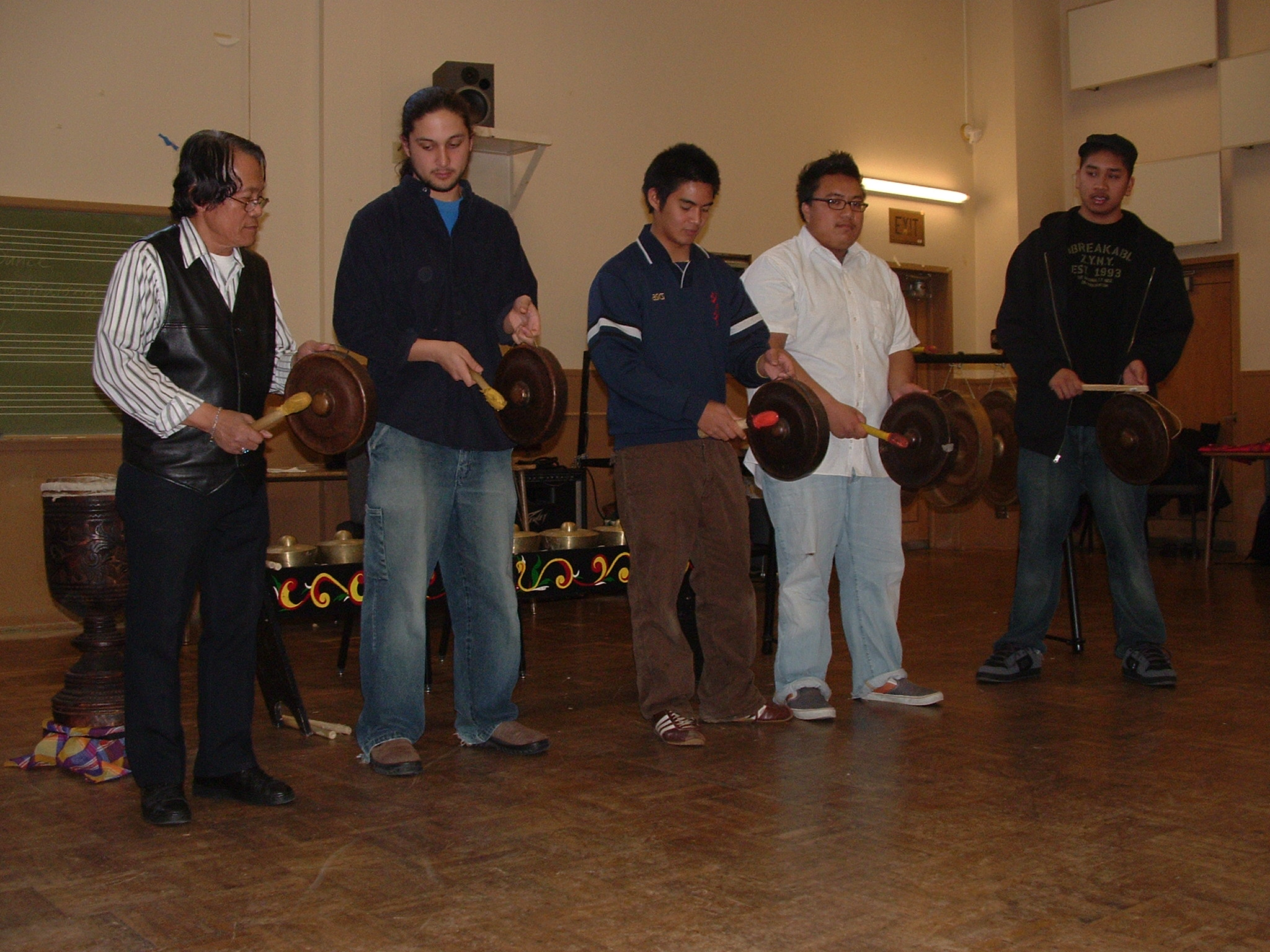
Ein Agung-Ensemble der Tiruray genannt Karatung spielt an der San Francisco State University

Solche Orchester sind vorwiegend unter den Lumad-Gruppen auf Mindanao (den Bagobo, Bilaan, Bukidnon, Hanunoo, den Magsaka, Manabo, Mangyan, Palawan, Subanun, T’boli, Tagakaolu, Tagbanua und den Tiruray) zu finden. Weiterhin begegnet man ihnen in den Regionen auf der Insel Borneo in Indonesien und Malaysia (bei den Iban, den Modang, den Murut, den Bidayuh, den Kadazan-Dusun und den Kayan). Unter diesen Volksgruppen erhalten Agung-Orchester den Vorzug gegenüber Kulintang-ähnlichen Ensembles. Die Zusammenstellung und der Klang dieser Orchester variieren dabei zwischen den einzelnen Gruppen deutlich. So besitzt die Volksgruppe der Hanunoo auf Mindoro kleine Agung-Ensembles, die lediglich aus zwei leichten Gongs bestehen und von zwei Musikern auf dem Boden gespielt werden, wobei sie einen einfachen Doppelrhythmus vortragen. Dagegen haben die Manobo ein Ensemble, das sich aus bis zu 10 kleinen Agungs zusammensetzt und den Namen Ahong trägt. Diese hängen vertikal in einer Dreiecksformation an einem Rahmen und werden von drei Musikern bespielt. Einer agiert dabei stehend, während die anderen beiden vor dem Instrument sitzen. Das Ahong ist entsprechend seiner Bestimmungen aufgeteilt. Die höher klingenden Gongs tragen die Melodie und werden als Kaantuhan bezeichnet, drei bis vier tiefer klingende Gongs nennt man Gandingan und sie bilden das melodische Ostinato, während die am tiefsten klingenden Instrumente das Tempo bestimmen und Bandil genannt werden.

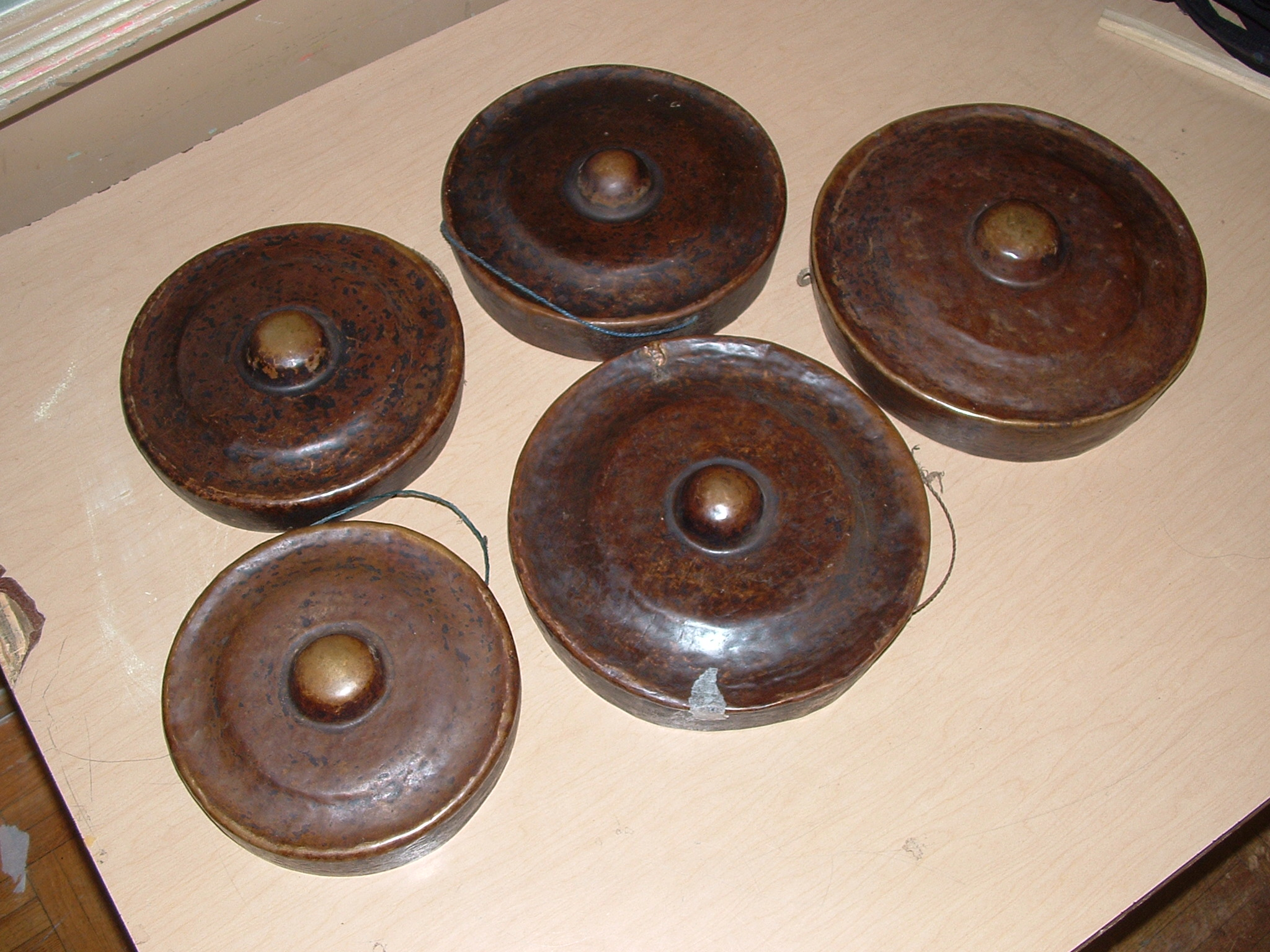
Ein altes Buckelgong-Set der Tiruray aus Bronze

Die Tiruray bezeichnen ihre Agung-Ensemble als Kelo-Agung-, Kalatong- oder Karatung-Ensemble. Dieses bestehen aus fünf flach gebuckelten Gongs von abgestuften Abmessungen, bei denen jeder von jeweils einer Person bespielt wird. Dabei stellt der kleinste Gong, Segaron, das Führungsinstrument dar, das einen stetigen Schlagrhythmus liefert. Das Sagabong-Ensemble der Manobo folgt dem gleichen Format und besteht aus fünf kleinen Gongs, die jeweils einzeln von einem Spieler gehalten werden, wobei diese ein besonders ineinander greifendes Muster spielen, bei welchem sie Klöppel aus Gummi verwenden. Die T’boli und Palawan besitzen gleichartige Agung-Ensembles, wobei sie bei den T’boli aus drei bis vier Agungs bestehen. Dabei werden zwei oder drei von ihnen kollektiv als Semagi bezeichnet, da sie für die Permutation verantwortlich sind. Das letzte Agung, der Tang, liefert dagegen nur noch einen stetigen Schlagrhythmus. Bei den Palawan nennt man die Gong-Musikgruppen hingegen Basal. Diese bestehen aus vier Gongs, ein bis zwei mit einem großen Buckel ausgestattete, tief klingende Agungs und ein Paar mit kleinen Buckel versehene, höher klingende Sanangs, die für einen „metallischen“ Klang sorgen. Die Subanon besitzen ebenfalls ein Agung-Ensemble, das dem Karatung der Tiruray gleicht und welches sie als Gagung sua bezeichnen.
Sowohl die Bagabo als auch die B’laan belegen ihre Form des Agung-Ensemble mit dem Namen Tagunggo. Dieses setzt sich aus einem Satz von acht Metallgongs zusammen, die an einem Harnisch hängen und von zwei, drei oder mehr Leuten bespielt werden. Sieben der kleinen Gongs produzieren eine laufende Melodie, wobei der achte, größere Gong die Synkope zu den restlichen Gongs bildet und einen unabhängigen Rhythmus liefert. Das Agung-Ensemble der Manabo gleicht dem eben beschriebenen Tagunggo, besitzt unter dieser Volksgruppe jedoch die Bezeichnung Tagungguan.
An der westlichen Küste von Sabah kennen die Kadazan-Dusan ihre Agung-Ensemble unter den Namen Tawag oder Bandil. Bei Gruppen, die entlang der Küste leben, setzen sich diese aus sechs bis sieben großen Gongs zusammen, bei Gruppen, die in den Ebenen im Landesinneren wohnen, vereint es jedoch 7–8 große Gongs. Im Südwesten des malaiischen Bundesstaates Sarawak finden sich unter den Bidayuh Agung-Gruppen, die aus neun großen Gongs bestehen, welche in vier Gruppen eingeteilt sind, Taway, Puum, Bandil und Sanang. Im Vergleich dazu bestehen die Agung-Ensembles bei den Ibans aus Sarawak, auf Kalimantan in der Brunei, wiederum aus weniger Gongs.
Solche Ensembles spielen entweder alleine oder sie werden von einer oder zwei begleitenden Trommeln unterstützt, wobei zu deren Spiel zum einen die Hand, zum anderen ein Holzstab verwendet wird und man die Gongs homophonisch in einer ineinander greifenden Technik begleitet. Diese Agung-Orchester sind normalerweise als Untermalung bei jeder Art von sozialen Feierlichkeiten anzutreffen. Dies gilt für landwirtschaftliche Bräuche, für Hochzeiten, für gemeinschaftliche Erntefeste, Siegesfeierlichkeiten, Genesungsriten, Begräbnisrituale oder sie dienen alleine der Unterhaltung von Gästen.

## Sonstiges
- Agung a bentong ist eine Schlitztrommel aus Bambus der Maranao auf Mindanao.
- Ogung ist ein hängender Buckelgong bei den Batak auf Sumatra.